# Хамид Хамид
Хамид Бари Хамид е български юрист и политик от партия ДПС, народен представител в XLI, XLII, XLIII, XLIV, XLV, XLVI, XLVII, XLVIII, XLIX и L народно събрание.

## Биография

### Произход и образование
Роден е на 5 януари 1973 г. в с.Сини вир, област Шумен.

### Професионална кариера
Хамид Бари завършва Юридическия факултет на Бургаски свободен университет през 1998 г. и провежда стажа си в Бургаския Окръжен съд
Член е на Адвокатската колегия – Бургас от 2000 г. Управляващ съдружник в адвокатско дружество „Гроздев и Бари“ от 2010 г. Владее – турски, английски и руски език.

### Политическа кариера
Член е на политическа партия „Движение за права и свободи“ (ДПС)

### Парламентарна дейност
- XLIII народно събрание, член от 27 октомври 2014 г. – от Парламентарна група Движение за права и свободи, член на Комисията по правни въпроси [4], зам.-председател на Комисията по вътрешна сигурност и обществен ред [5], заместващ представител в Делегацията в Парламентарната асамблея на Съвета на Европа.[6]
- XLII народно събрание, член от 21 май 2013 до 5 юли 2014 г. от Парламентарна група на Движение за права и свободи, зам.-председател на Комисията по правни въпроси, член на Комисията по вътрешна сигурност и обществен ред, Временната комисия за изработване на проект за Правилник за организацията и дейността на Народното събрание, Временната комисия по правни въпроси, Временната комисия за обсъждане и приемане на нов Изборен кодекс, член на Делегацията в Парламентарната асамблея на Съвета на Европа